# Dirch
Dirch er en dansk dramafilm om komikeren Dirch Passer, der havde premiere den 25. august 2011. Filmen handler om Dirchs liv fra 1955 til hans død i Tivolirevyen 1980.

## Handling
I filmen ser man Dirch i hans glansnummer i ABC-Revyerne 1955 og 1962, hvor Kjeld Petersen dør i sit hjem efter premieren, Cirkusrevyen 1967, og Kim Larsen-nummeret i Tivolirevyen 1980.

## Medvirkende
| Skuespiller                  | Rolle                                  |
| ---------------------------- | -------------------------------------- |
| Nikolaj Lie Kaas             | Dirch Passer                           |
| Lars Ranthe                  | Kjeld Petersen                         |
| Lars Brygmann                | Stig Lommer                            |
| Malou Reymann                | Bente Askjær                           |
| Morten Kirkskov              | Ove Sprogøe                            |
| Frederikke Cecilie Bertelsen | Inge Østergaard                        |
| Silja Eriksen Jensen         | Judy Gringer                           |
| Laura Christensen            | Hanne Passer                           |
| Sarah Grünewald              | Vicky                                  |
| Martin Buch                  | Preben Kaas                            |
| Laura Bro                    | Sigrid Horne-Rasmussen - Sitter        |
| Marie Dietz                  | Dorte Passer, 5 & 7 år                 |
| Alberte Elvira Nørregaard    | Dorte Passer, 10 år                    |
| Kristian Halken              | Lommers assistent                      |
| Uffe Rørbæk Madsen           | Praktiserende læge                     |
| Klaus Bondam                 | Hjertelæge                             |
| Jakob Levin-Christensen      | Josefine Passer som baby               |
| Anna Helligsøe Haahr         | Josefine Passer, 4 år                  |
| Sasha Sofie Lund             | Josefine Passer, 10 år                 |
| Annika Aakjær                | Daimi                                  |
| Martin Pieter Zandvliet      | Mus og mænd instruktør                 |
| Ole Dupont                   | Professor Welling                      |
| Hans Henrik Clemensen        | Læge                                   |
| Esben Pretzmann              | Ebbe Langberg                          |
| Jesper Riefensthal           | Håndlangere                            |
| Tom Jensen                   | Håndlangere                            |
| Signe Lindkvist              | Glædespige                             |
| Tom Hale                     | Fotograf                               |
| Anders Heinrichsen           | Journalist                             |
| Patrick Mischar Olsen        | Kakadu Jetsetter                       |
| Mads Knarreborg              | Tjener                                 |
| Simone Lykke                 | Suffløse                               |
| Per Bruun                    | Trompetist                             |
| Henriette Charma             | Sekretær                               |
| Julie Sven Thalund           | Sygeplejerske                          |
| Julie Zangenberg             | Lone Hertz - Curleys kone i Mus & Mænd |
| Mads Riisom                  | Ulf Pilgaard                           |
| Trice Angie Christiansen     | Lommer-pige                            |

## Produktion
Produktionsstøtte
- Det Danske Filminstitut : 6,5 mio.
- DR 			: Ukendt
- Nordisk Film & TV Fond	: Ukendt

## Modtagelse
Dirch blev den mest sete danske film i 2011, med 482.507 solgte billetter. Dog er filmmanuskriptet blevet kritiseret af Judy Gringer, og Morten Grunwald kaldte filmen "lysår fra virkeligheden". Instruktør og manuskriptforfatter Martin P. Zandvliet afviser, at filmen er utroværdig.

## Priser og nomineringer
Dirch blev nomineret til og modtog adskillige filmpriser.

### Bodiluddelingen
Ved Bodiluddelingen 2012 var filmen nomineret i flere kategorier og modtog fire statuetter, herunder publikumprisen.

#### Vinder
- Bodilprisen for bedste mandlige hovedrolle (Nikolaj Lie Kaas)
- Bodilprisen for bedste mandlige birolle (Lars Ranthe)
- Henning Bahs Prisen (Charlotte Bay Garnov og Peter Grant)
- Bodiluddelingens publikumpris

#### Nomineret
- Bodilprisen for bedste danske film

### Robertprisen
Ved Robertfesten 2012 var Dirch nomineret i 14 kategorier og modtog seks Robertpriser.

#### Vinder
- Robert for årets mandlige hovedrolle (Nikolaj Lie Kaas)
- Robert for årets mandlige birolle (Lars Ranthe)
- Robert for årets kostumedesigner (Stine Gudmundsen-Holmgreen)
- Robert for årets sminkør (Lis Kasper Bang)
- Robert for årets score (Sune Martin)
- Robertprisen for årets sang (Lille frk. Himmelblå)

#### Nomineret
- Robert for årets danske spillefilm
- Robert for årets instruktør (Martin Zandvliet)
- Robert for årets originale manuskript (Anders Frithiof August og Martin Zandvliet)
- Robert for årets fotograf (Jesper Tøffner Rasmussen)
- Robert for årets scenograf (Charlotte Bay Garnov og Peter Grant)
- Robert for årets special effects (Thomas Foldberg og Morten Jacobsen)
- Robert for årets lyd/sounddesigner (Johannes Elling Dam)
- Robert for årets klipper (Per Sandholt)

### Zulu Awards
Ved årets Zulu Awards vandt Dirch prisen som Årets dansk film. Både Nikolaj Lie Kaas og Lars Ranthe var nomineret til Årets dansk skuespiller; prisen gik til Nikolaj Lie Kaas. 

### Ole Awards
Ved årets Ole Awards modtog Lars Ranthe prisen for Bedste mandlige birolle og Nikolaj Lie Kaas var nomineret til Bedste mandlige hovedrolle.